# 地倉穴
地倉穴是属于足陽明胃經的腧穴。

## 定位
巨髎穴直下，口角外側。

## 主治
口眼喎斜、齒痛、唇緩不收等。

## 操作
向頰車穴方向平刺0.5～1寸；可灸。